# Borsa de París

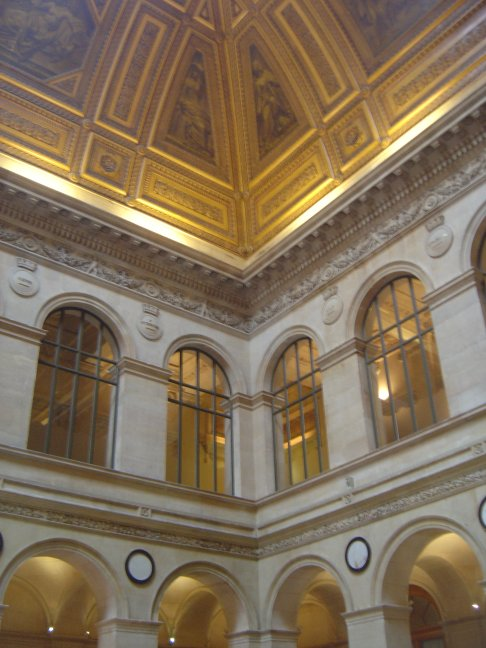
Palais Brongniart: de dins

La Borsa de París, Bourse de Paris (es parla també de la «place de Paris»), rebatejada Euronext Paris filial d'Euronext des de l'any 2000, és el mercat oficial de les accions a França. El lloc històric que ha ocupat molt de temps a París és el Palais Brongniart, on la negociació es realitzava tradicionalment a la subhasta. Des de la fi dels anys 1980, la Borsa de París serà d'ara endavant un mercat completament electrònic, gràcies a la col·locació del sistema CAC (Cotation Assistée en Continu), reemplaçat en els anys 1990 per la tecnologia NSC (Nou Sistema de Cotització).
El 2007, el grup Euronext s'ha fusionat amb el NYSE per donar a llum la societat holding NYSE Euronext. La seu de la nova entitat és situada d'ara endavant a Nova York. París preserva una condició de seu international.

## Història
El 24 de setembre de 1724, una disposició establerta pel Consell d'Estat del rei dona a llum la borsa de París. Aquesta ocupa llavors l'hôtel de Nevers. El rei espera així restablir una aparença d'ordre al si de l'economia francesa, trastornada per la bancarrota de Law. La borsa és així sotmesa a una estricta reglamentació, que estipula, entre altre, que cap dona no hi pot accedir.
Les activitats de negociació d'accions i altres productes financers han transitat històricament per diversos indrets de la geografia parisenca. El 1808, Napoleó Bonaparte posà la primera pedra del Palau Brongniart, concebut per l'arquitecte Alexandre-Théodore Brongniart i destinat a acollir la Borsa de París, institució considerada d'ordre públic i aprehesa per l'Emperador com el «termòmetre de la confiança pública» a causa de la presència de les rendes 5% (resultant del terç consolidat de la Bancarrota dels Dos-Terç votada sota el Directori) que componen l'essència de la quota oficial i del qual el curs és seguit amb assiduïtat per Napoleó Bonaparte.
L'edifici serà finalment inaugurat sota la Restauració el 4 de novembre de 1826 i la Borsa de París, que era provisionalment instal·lada al Palais-Royal (des del 2 d'octubre de 1809), entra finalment en aquest lloc que li estava reservat i que es farà el pulmó de l'activitat financera del segle xix, el qual veu obrir-se l'especulació borsària en tot el que tenia de necessari (aportació al crèdit públic i als fons propis de la indústria).
Els 150 anys que van seguir mereixerien saber-ne més, havent fundat de manera successiva la Borsa de París al segle xix l'expansió dels ferrocarrils, de la siderúrgia, i de les grans aventures colonials.
Al seu llibre Le grand méchant marché, l'economista David Thesmar conta que al començament del segle xx, la plaça de París es beneficiava d'una forta activitat amb els petits portadors i no tenia massa a envejar a les borses anglosaxones, si no és l'absència d'inversionistes a llarg termini com els fons de pensions.
Pierre-Cyrille Hautcoeur, director d'estudi a l'Ecole des hautes études en sciences sociales (EHESS), considera en aproximadament 2,5 milions el nombre de portadors de títols al final de la Belle Epoque, contra menys de 2 milions al començament dels anys 1980.
Un dels millors historiadors de la Borsa de París és l'inversionista internacional André Kostolany, mort a París el 1999 a l'edat de 93 anys, i sobretot conegut a Alemanya on escrivia cada setmana una crònica per a la revista Capital.
Al seu llibre "Si la Borsa em fos explicada", André Kostolany conta que la primera borsa de valors organitzada d'Europa va néixer a Anvers el 1592, però que ha calgut esperar, a França, fins al 1613, perquè un edifici especialitzat fos edificat al lloc dels intercanvis, al Pont-Neuf (a les ciutats italianes de Florència i Venècia, els intercanvis tenien lloc també sobre un pont, respectivament el Ponte Vecchio i el Rialto).
Fins al final dels anys 1980, la Borsa de París era administrada per la corporació dels agents de canvi, que es beneficiaven d'un monopoli sobre la cotització. Des del començament dels anys 1980, i en resposta a l'augment de la competència entre places borsàries internacionals, neix la qüestió de la modernització de la Borsa de París, que, fins a aquesta època, funcionava principalment en la subhasta. El sistema CAC (Cotation Assistée en Continu), introduït progressivament entre 1986 i 1989, ha fet possible la cotització en continu i la supervivència d'un mercat que era sobretot amenaçat per la borsa de Londres. Aquesta informatització va ser seguida d'altres reformes institucionals, com la modificació de l'estatut dels agents de canvi i l'aparició de noves societats de borsa. La Societat de la Borses franceses (acrònim de l'índex SBF) succeeix a la Companyia Agents de Canvi (acrònim original de l'índex CAC40). La modernització de la Borsa de París és acompanyada d'altres iniciatives tals com la creació, des de 1989, dels mercats organitzats de productes derivats financers - el Matif i el Monep, d'ara endavant reagrupats sota la denominació Euronext.
Des de la fi dels anys 1990, i després de la col·locació del NSC (Nou Sistema de Cotització), la Borsa de París llança una iniciativa de fusió entre diverses borses europees, que culminarà amb la creació d'Euronext el 2000.
Finalment, el 2007, el grup Euronext segella la seva unió amb el NYSE per donar a llum la primera borsa mundial: NYSE Euronext.

## Organització i funcionament
De manera general, la Borsa de París és considerada com un mercat dirigit per les ordres o mercat d'agència. Els preus de les accions cotitzades són determinats per la confrontació directa de les ordres de compra de manera centralitzada. En certs casos, intermediaris específics anomenats "teneurs de marché" poden intervenir en l'animació de la cotització de certs valors: això dona lloc a la creació de contractes d'aportadors de liquiditat. El seu treball consisteix a col·locar ordres en espera per tal de garantir l'existència d'una contrapartida.
La negociació de les accions difereix segons la seva liquiditat. Les accions líquides són cotitzades en continu de 09h00 a 17h40 mentre que els valors dels quals la liquiditat té una importància menor són cotitzats per fixing a horaris predeterminats. Els títols considerats com prou líquids són títols que són objecte d'almenys 2500 transaccions anualment.

### Les diferents seccions
A Euronext Paris, és possible negociar els instruments financers següents :
- Accions (Eurolist, Alternext, Mercat lliure)
- Obligacions (diferents grups de cotització seguint les característiques de les obligacions)
- Warrants i Certificats (NextWarrants)
- Trackers (NextTracks)

### La cadena de tractament dels títols
La cadena de tractament de títols cobreix el conjunt de les operacions que garanteixin el bon resultat de les transaccions portades pels diferents interventors sobre un mercat financer.
Reglament-lliurament, Sicovam, Clearnet, Euroclear, etc.

### Els índex borsaris a la Borsa de Paris
- CAC 40
- CAC Next 20
- CAC Mid 100
- CAC Small 90
- CAC Mid&Small190
- IT.CAC
- IT.CAC20
- SBF 80
- SBF 120
- SBF 250